# Александър Милеран
Александър Милеран (на френски: Alexandre Millerand) е френски политически деятел, президент на Франция от 1920 до 1924 г. По образование е адвокат. През 1899 година става министър на търговията и по този начин за първи път в историята на Европа социалист става министър. По време на Първата световна война оглавява военното министерство. През 1920 година Пол Дешанел става президент, а Милеран министър-председател. След като през септември същата година Дешанел подава оставка по здравословни причини, президент става Милеран. Умира на 84 години.
- 1885 – 1919: депутат
- 1925 – 1927: сенатор
- 1927 – 1943: сенатор